# Aeroporto Internazionale di Salt Lake City
L'Aeroporto Internazionale di Salt Lake City (IATA: SLC, ICAO: KSLC, FAA LID: SLC) è un aeroporto internazionale al servizio della città di Salt Lake City, in Utah. L'aeroporto serve l'intera ragione del Intermountain West e funge anche da importante porta d'entrata per la West Coast.
L'aeroporto è hub per la compagnia aerea statunitense Delta Air Lines nella regione delle Montagne Rocciose e serve 93 destinazioni in Nord America ed Europa. 
È l'aeroporto più trafficato dello Utah e nel 2017 è stato classificato come aeroporto con il minor numero di cancellazioni e ritardi di tutti gli Stati Uniti.

## Terminal
L'aeroporto di Salt Lake è in fase di ristrutturazione dal 2014. Il vecchio terminal è stato demolito e sostituito da un nuovo terminal a due concourses (Concourse A e Concourse B) connessi da un tunnel sotterraneo. 
È presente una sola aerea per i controlli di sicurezza e otto rulli per il ritiro bagagli. 
- Concourse A (sud) ha 47 gates. La sezione est è stata aperta nell'ottobre del 2023.
- Concourse B (nord) ha 21 gates, la sezione est è attualmente in fase di costruzione con 26 nuovi gates, l'apertura è prevista per fine 2024.

## Statistiche
Questo grafico non è disponibile a causa di un problema tecnico.
Si prega di non rimuoverlo.
Vedi la query Wikidata di origine.